# Ровнер Пінхус Лазарович
Пінхус Лазарович (Пінкус Лейзерович) Ровнер (Аким) (1875, місто Миколаїв Херсонської губернії, тепер Миколаївської області — загинув 1919) — український радянський партійний діяч, один з керівників більшовицького підпілля в місті Миколаєві. Член ЦК КП(б)У в липні — жовтні 1918 р. і березні — серпні 1919 р. Кандидат в члени ЦК КП(б)У в жовтні 1918 — березні 1919 р. Член Організаційного бюро ЦК КП(б)У у березні — квітні 1919 р. 

## Біографія
Народився у місті Миколаєві, в родині єврейського шевця. Працював ковалем, потім слюсарем на Миколаївському суднобудівному заводі. У 1902 році прилучився до робітничого руху, а у 1903 році став членом РСДРП(б) (за іншими даними — член партії з 1901 року).
У 1903 році — член Миколаївського комітету РСДРП. У 1903 році був заарештований за поширення нелегальної літератури і належність до РСДРП. 6 серпня 1906 року знову був затриманий і підданий в адміністративному порядку арешту на три місяці, а після відбуття покарання висланий в Олонецьку губернію.
У 1908 році повернувся в Миколаїв. Займався відновленням діяльності Миколаївського комітету РСДРП, розгромленого в роки політичної реакції. У цей час використовував партійний псевдонім «Аким». У 1908 році спільно з Андрєєвим став редактором підпільної партійної газети «Борьба» у місті Миколаєві.
Надалі неодноразово заарештовувався за участь в революційній діяльності, відбував покарання у в'язницях міст Ломжі, Миколаєва, Одеси. Був відправлений на поселення в Єнісейську губернію. Звільнений після перемоги лютневої революції 1917 року. Переїхав до міста Петрограда, а потім в Миколаїв, де став одним з лідерів Миколаївського комітету РСДРП, організаторів проголошення радянської влади в місті 15 січня 1918 року.
17 березня 1918 року Миколаїв зайняли австрійські війська, а вже 20 березня 1918 року проти австро-німецьких військ почалося повстання миколаївських більшовиків, яке тривало до ранку 25 березня і було жорстоко придушене. Миколаївська партійна організація зазнала великих втрат. Для відновлення її діяльності була створена підпільна ініціативна група у склад якої входив також і Ровнер (Аким або Акимов). Потім перебував на підпільній роботі на Одещині.
У 1919 році — член Організаційного бюро ЦК КП(б)У, потім на партійній роботі в Миколаєві. У липні 1919 року працював особливим уповноваженим ЦК КП(б)У з оборонних робіт у Миколаєві, був організатором губернської ради оборони.
У серпні 1919 року перебував у розпорядженні Революційної військової ради 11-ї радянської армії. У кінці серпня 1919 року загинув у одному з боїв в околицях міста Бірзули (за іншими даними — міста Рибниці) на Одещині.